# Hunyadkürti István
Hunyadkürti István (névváltozat: Hunyadkürthy; Csorvás, 1946. augusztus 13. –) Jászai Mari-díjas magyar színész.

## Életrajz
Hunyadkürti Lajos kereskedősegéd (1917–1993) és Krajcsó Ilona (1921–1996) gyermekeként született Csorváson. Gyermekkorát szülőhelyén töltötte. Középfokú tanulmányait Makón, a közgazdasági technikumban végezte, a színjátszással a makói József Attila Gimnázium  irodalmi színpadán ismerkedett meg. Többször felvételizett a Színművészeti Főiskolára, ám nem járt sikerrel. A színészet mellett sporttal is foglalkozott, az Előre NBI-es csapatában kézilabdázott Szegeden. 1968-ban került a békéscsabai Jókai Színházhoz segédszínészi minőségben 900 forintos fizetésért (sportállásában 3200 forintot keresett). 1970-ben a debreceni Csokonai Színház, majd 1973-ban a kaposvári Csiky Gergely Színház művésze lett. 1976-tól egy-egy esztendeig szerepelt Miskolcon, Kaposvárott illetve Kecskeméten, majd 1979-től a Mafilmnél dolgozott. 1986-ban a szolnoki Szigligeti Színház társulatának lett a tagja, 1988-ban szerződött a Vígszínházhoz. 1988-tól a Nemzeti Színházban játszott, 2003-2012 között pedig a Miskolci Nemzeti Színház tagja volt. 2012-től a Thália Színház művésze.
Pályafutása során minden vidéki színházban szerepelt, emellett mintegy 70 filmben és 50 TV-filmben is játszott. Főszerepekben és epizódszerepekben egyaránt láthatta a közönség. Arckaraktere miatt sokszor szélsőséges figurákat alakított. Négy évtizedes színészi teljesítménye elismerése gyanánt 2007. március 15-én Jászai Mari-díjjal tüntették ki.
Fontosabb szerepei: Trepljov (Csehov: Sirály), Truffaldino (Goldoni: Két úr szolgája), Gyuri pincér (Szigligeti E.: Liliomfi).
Testvére, Hunyadkürti György szintén színipályára lépett. Felesége Andresz Kati színésznő volt, 1979-ben kötöttek házasságot. Lányuk, Hunyadkürti Éva 1985-ben született.

## Filmjei
- A helység kalapácsa (2023)
- Kiválasztottak (tévéjáték)
- Ecc-pecc (2021)
- Budapest Noir (2017)
- Aranyélet (tévésorozat, 2015)
- Munkaügyek (tévésorozat, 2014)
- Starfactory (tévéfilm, 2014)
- Hacktion: Újratöltve (tévésorozat, 2013)
- És a nyolcadik napon (tévésorozat, 2009)
- Hajónapló (tévésorozat, 2009)
- Taxidermia (2006)
- Le a fejjel! (2005)
- Na végre, itt a nyár! (2002)
- Csocsó, avagy éljen május elseje! (2001)
- Az öt zsaru (tévésorozat, 1998)
- Ámbár tanár úr (1998)
- A Notre Dame-i toronyőr (1997)
- A miniszter félrelép (1997)
- Csinibaba (1997)
- X polgártárs (tévéfilm, 1995)  Részeg apa
- Törvénytelen (1994) Cigány
- Kisváros (tévésorozat, 1993)
- Frici, a vállalkozó szellem (tévéfilm, 1993)  Postás
- Privát kopó (tévésorozat, 1993)
- A pályaudvar lovagja (tévésorozat, 1993)
- A sötétség lánya (tévésorozat, 1990)
- Angyalbőrben (tévésorozat, 1990)
- A főügyész felesége (tévéfilm, 1990)
- Gálvölgyi Show (szórakoztató show, 1989)
- A legényanya (1989)
- Gyilkosság két tételben (tévéfilm, 1988)  Edző
- Kis Kolozs meg Nagy Kolozs (1988)
- Zsarumeló (tévésorozat, 1987)
- Az elvarázsolt dollár (1985) Veréb
- Kémeri (tévésorozat, 1985)
- Szemet szemért (tévéfilm, 1984)
- T.I.R. (tévésorozat, 1984)
- Linda (tévésorozat, 1984)
- Boszorkányszombat (1983)
- Rohamsisakos Madonna (1982)
- Csak semmi pánik (1982) Gengszter
- Nyom nélkül (1982)
- A névtelen vár (tévésorozat, 1982)
- Villám (tévéfilm, 1981)
- A Mi Ügyünk, avagy az utolsó hazai maffia hiteles története (tévéfilm, 1980)  Pernye
- Az áldozat (1980)
- Dániel (tévésorozat, 1978)
- Végkiárusítás (tévéfilm, 1978)
- K. O. (1978) .... Dancsák
- Én fogom az aranyhalat (tévéfilm)
- A vonatok reggel indulnak (1976)
- A kenguru (1975)

## Színházi szerepei
- A Falunk Rossza (bemutató: 2001. november 10. Újszínház)
- Agyő Európa, Európa agyő! (bemutató: 2005. október 1. Miskolci Nemzeti Színház)
- A salemi boszorkányok (bemutató: 2002. február 1. Szegedi Nemzeti Színház)
- A tanú (bemutató: 2012. december 6. Thália Színház)
- A tizedes meg a többiek (bemutató: 2008. január 18. Miskolci Nemzeti Színház)
- A vihar kapujában (bemutató: 2007. január 31. Miskolci Nemzeti Színház)
- Amadeus (bemutató: 2010. október 8. Miskolci Nemzeti Színház)
- Az arany ára (bemutató: 2011. október 28. Miskolci Nemzeti Színház)
- Az öreg hölgy látogatása (bemutató: 2003. október 10. Miskolci Nemzeti Színház)
- Az özvegy Karnyóné 's két szeleburdiak (bemutató: 2001. január 19. Jászai Mari Színház, Népház)
- Don Juan (bemutató: 2004. január 23. Miskolci Nemzeti Színház)
- Dühöngő ifjúság (bemutató: 2000. október 13. Szegedi Nemzeti Színház)
- Egerek és emberek (bemutató: 2004. december 3. Miskolci Nemzeti Színház)
- Éjjeli menedékhely (bemutató: 2009. október 9. Miskolci Nemzeti Színház)
- EMKE - volt egyszer egy kávéház... (bemutató: Thália Színház)
- EQUUS (bemutató: 2002. április 12. Szegedi Nemzeti Színház)
- Harmónia (bemutató: 2000. január 14. Jászai Mari Színház, Népház)
- Ibusár (bemutató: 2009. március 27. Miskolci Nemzeti Színház)
- Indul a bakterház (bemutató: 2000. november 17. Szegedi Nemzeti Színház)
- Képzelt beteg (bemutató: 2011. március 11. Miskolci Nemzeti Színház)
- Komámasszony, hol a stukker? (bemutató: 2006. január 21. Miskolci Nemzeti Színház)
- Közjáték Vichyben (bemutató: 2009. december 17. Miskolci Nemzeti Színház)
- Legenda a lóról (bemutató: 2007. március 14. Miskolci Nemzeti Színház)
- Molière (Képmutatók cselszövése) (bemutató: 2007. október 12. Miskolci Nemzeti Színház)
- Próbababák bálja (bemutató: 1999. november 5. Szegedi Nemzeti Színház)
- Starfactory (bemutató: 2013. június 1. Thália Színház)
- Szeget szeggel (bemutató: 2008. október 3. Miskolci Nemzeti Színház)
- Szép kilátás (bemutató: 2005. szeptember 30. Miskolci Nemzeti Színház)
- Szerelem (bemutató: 2010. március 12. Miskolci Nemzeti Színház)
- Tangó (bemutató: 2010. december 17. Miskolci Nemzeti Színház)

## Hangjátékok
- Egressy Zoltán: Idősutazás (2013)
- Nagy András: Camille (2013)
- Jókai Anna: Éhes élet (2014)
- Rejtő Jenő: A néma revolverek városa (2014)
- Casanova: Casanova visszatér (2015) – közreműködő[6]
- Grendel Lajos: Einstein harangjai (2017)
- Kosztolányi Dezső: Városi történetek az 1900-as évekből (2018)
- Kosztolányi Dezső: Városi történetek az 1910-es évekből (2018)
- Kosztolányi Dezső: Városi történetek az 1920-as évekből (2018)
- Rejtő Jenő: Piszkos Fred közbelép, Fülig Jimmy őszinte sajnálatára (2018)

### Színházi felvételek
- Robert Thomas: Szegény Dániel (szín., magyar színházi felv., 1999) (TV-film) színész
- Carlo Goldoni: A hazug (szín., magyar színházi közv., 1997)
- Molière: Tartuffe (szín., magyar színházi felv., 1997)

## Díjai
- Jászai Mari-díj (2007)
- A Magyar Érdemrend lovagkeresztje (2024)[7]